# Капітан ІО
«Капітан ІО» (англ. «Captain EO») — короткометражний 3D фільм знятий у 1986 році режисером Френсісом Фордом Копполою. Прем'єра відбулася 12 Вересня 1986 р. (у Діснейленді, Каліфорнія).
Зірка фільму - Майкл Джексон, виконавчим продюсером був Джордж Лукас, хореографом Джефрі Хорнадай, оператором Пітер Андерсон, продюсером Расті Леморанд. Останній показ пройшов в парку розваг Epcot 6 грудня 2015 року.

## Знімальна група
- Режисер: Френсіс Форд Коппола;
- В головних ролях: Майкл Джексон, Анжеліка Хьюстон, Дік Шоун, Шила Бест;
- Автор сценарію: Джордж Лукас, Расті Леморанд, Френсіс Форд Коппола;
- Виконувач продюсер: Джордж Лукас;
- Продюсер: Расті Леморанд;
- Хореограф: Джефрі Хорнадай;
- Оператор: Пітер Андерсон;
- Оператор-консультант: Вітторіо Стораро.

## Музика
- Перша композиція — «Another Part Of Me» (з англ. «Інша частина мене») з успішного альбому Джексона Bad (1987);
- Друга композиція — «We Here To Change The World» (з англ. «Ми тут, щоб змінити світ»), яку у 2004 році нарешті побачив світ.

## Цікаві факти
- Після смерті Майкла Джексона (25 червня 2009 року) короткометражний фільм почав набирати популярність на таких сайтах як Twitter і Facebook.
- Логотип фільму «Капітан ІО» майже ідентичний логотипу британського програмного забезпечення Electric Dreams Software.